# Ana Palaiologina Kantakouzene
Ana Palaiologina Kantakouzene (Άννα Καντακουζηνή) (? - nakon 1313.) bila je grčka plemkinja iz dinastije Paleolog, koja je vladala Bizantom.
Bila je kći plemića Ivana Kantakuzina i njegove supruge Irene Paleolog te sestra Marije i šogorica Aleksija Philesa.
1264. Ana se udala za plemića Nikifora I. Komnena Duku (Nikēphoros I Komnēnos Doukas). On je bio vladar Epira, a Ana je postala despotica Ypatija 1289. Ana, koju su smatrali manje plemenitom od muža, bila je vrlo odlučna osoba te je koristila svoj utjecaj da bi si povećala ugled. 
Ovo su Anina i Nikiforova djeca:
- Tamara Anđelina Komnena
- Mihael
- Teodor I. Komnen Duka, očev nasljednik
- Marija, nazvana po svojoj slavnoj teti